# 名鉄築港駅
もしかして
- 名電築港駅

ではありませんか？